# Station Rozjazd Oborski
Station Rozjazd Oborski is een spoorwegstation in de Poolse plaats Konstancin-Jeziorna.